# Radikulit
Radikulit betecknar inflammation i en nervrot vilket ofta resulterar i smärta (radikulalgi) längs denna nervrots utbredningsområde (dermatom). En vanlig form av radikulit är ischias, en radikult smärta längs ischiasnerven från lägre ryggraden till lägre ryggen, glutealmusklerna, övre baksidans av låret, vaden och fötterna.